# 花田少年史 幽霊と秘密のトンネル
『花田少年史 幽霊と秘密のトンネル』（はなだしょうねんし ゆうれいとひみつのトンネル）は、2006年8月19日に公開された日本映画。一色まことによる漫画『花田少年史』を実写映画化したものである。
広島県竹原市忠海でロケが行われた。

## あらすじ
小さな港町で評判のわんぱく少年・花田一路は、ある日、トラックと衝突する大事故に遭ってしまう。九死に一生を得た一路には、幽霊が見える不思議な能力が身についていた。その日から彼の周囲には、様々な幽霊が出現して願い事や相談を持ちかける。それだけでもパニックなのに、なんと、自分が本当の父親だと名乗る見知らぬ男の幽霊まで現れた!元気でにぎやかな花田家に、誰にも言えない秘密が隠されているのか?幽霊たちの力を借りて真実を探るうち、一路はこれまで意識しなかった家族の絆、「愛する者が幸せであってほしい」という幽霊たち、そして生きている人間たちの優しい思いに気づいていく。

## キャスト
- 花田一路：須賀健太
- 花田寿枝：篠原涼子
- 花田大路郎：西村雅彦
- 沢井真彦：北村一輝
- 香取聖子：安藤希（幼少期：吉田里琴）
- 村上猛：杉本哲太
- 吉川のばあちゃん：もたいまさこ
- 村上美代子：中島ひろ子
- 村上壮太：松田昂大
- 市村和夫：小林隆
- 花田徳子：大平奈津美
- 市村桂：鬼頭歌乃
- トラックの運転手：六平直政
- 警官：半海一晃
- 医師：濱田マリ
- 花田徳路郎：上田耕一

## スタッフ
- 原作：一色まこと『花田少年史』（講談社）
- 監督：水田伸生
- 脚本：大森寿美男
- 製作：高田真治、平井文宏、西垣慎一郎、中村仁、松本輝起
- エグゼクティブプロデューサー：奥田誠治
- プロデューサー：原田文宏、佐藤貴博
- 企画製作：鈴木光
- 音楽：岩代太郎
- 主題歌：サンボマスター「愛しさと心の壁」（Sony Music Records）
- 撮影：藤石修
- 編集：田中愼二
- 美術：小澤秀高
- 録音：小野寺修
- 照明：上田なりゆき
- 装飾：西渕浩祐
- 助監督：城本俊治、相沢淳
- VFXスーパーバイザー：進威志、稲葉貞則、小田一生
- VFXプロデューサー：篠田学、高瀬巌
- テクニカルスーパーバイザー：都築正文
- 音楽プロデューサー：長崎行男、高桑晶子
- 製作担当：宿崎恵造
- 製作プロダクション：光和インターナショナル
- 配給：松竹
- 製作会社：映画「花田少年史」製作委員会（日本テレビ放送網、松竹、バップ、読売テレビ放送、読売新聞、報知新聞社、読売エージェンシー、札幌テレビ放送、宮城テレビ放送、中京テレビ放送、広島テレビ放送、福岡放送）